# Hypostomus watwata
Hypostomus watwata är en fiskart som beskrevs av Hancock 1828. Hypostomus watwata ingår i släktet Hypostomus och familjen Loricariidae. Inga underarter finns listade i Catalogue of Life.